# 荒木和博
荒木 和博（あらき かずひろ、1956年〈昭和31年〉8月8日 - ）は、日本の軍事学者・政治学者・政治評論家・政治活動家・人権活動家。
拓殖大学海外事情研究所教授、特定失踪者問題調査会代表。元陸上自衛隊予備陸曹長。

## 略歴
東京都生まれ。慶應義塾大学法学部政治学科を卒業後、民社党本部書記局に入局し、教育・広報・青年運動などを担当。
1993年（平成5年）、第40回総選挙に旧東京7区から無所属で立候補するが落選。1994年（平成6年）、民社党の解党に伴い退職し現代コリア研究所で研究部長。
1996年（平成8年）、拓殖大学海外事情研究所に客員講師として就職。助教授を経て2004年（平成16年）10月より教授。

## 人物
- 『諸君!』に「月報『北朝鮮問題』」を連載していた。
- 『正論』2009年（平成21年）4月号への寄稿において、予備自衛官としての体験から「平時において徴兵制を課すかどうかは議論があるが、戦時になったら国民全員が兵役の義務を負うことは当然だ」と主張している[2]。
- 趣味は鉄道。日韓両国の鉄道を愛好している。YouTubeにおいて鉄道動画を投稿している。
- 西尾末広（民社党初代代表）と朴正煕を尊敬しているという。しかし、日本のマスメディアは、1970年代から朴正煕大統領の時代などに「韓国＝軍事独裁の国、北朝鮮＝発展する社会主義の国」という論調で、産経新聞のみが反共産主義のために支持していたのに、 産経新聞の反共論調は変わっていないにもかかわらず2014年に韓国検察による産経新聞ソウル支局長名誉毀損起訴事件が起こったのは、韓国がそれだけ変質してしまったからだと述べている[3]。
- 日本人拉致被害者奪還のために、早急に日本国憲法改正すべきと主張している[4]

## 役職
- 拓殖大学海外事情研究所教授
- 特定失踪者問題調査会代表
- 戦略情報研究所株式会社代表取締役
- 民社人権会議幹事
- 国家基本問題研究所評議員
- アジア人権人道学会理事
- 日本再生国民会議発起人
- 予備役ブルーリボンの会代表
- 元陸上自衛隊予備自衛官（予備陸曹長・予備自衛官補朝鮮語技能部門で採用）

## 著作

### 図書
- 『愛し哀しき韓国よ!』亜紀書房、1992年9月。ISBN 4-7505-9211-0。
- 『北朝鮮崩壊、日本大混乱　シミュレーションと提言』現代コリア研究所(出版) 亜紀書房(発行)〈「現代コリア」別冊 韓国・朝鮮を知るためのシリーズ 2〉、1994年4月。ISBN 4-7505-9408-3。
- 『在日韓国・朝鮮人の参政権要求を糺す　「外国人参政権」という名の虚構』現代コリア研究所(出版) 亜紀書房(発行)〈「現代コリア」別冊 韓国・朝鮮を知るためのシリーズ 4〉、1997年4月。ISBN 4-7505-9711-2。
- 『拉致　異常な国家の本質』勉誠出版、2005年2月。ISBN 4-585-05322-0。
- 『内なる敵をのりこえて、戦う日本へ』草思社、2006年11月6日。ISBN 4-7942-1535-5。 - 文献あり。
- 『日本が拉致問題を解決できない本当の理由（わけ）』草思社、2009年7月1日。ISBN 978-4-7942-1717-2。
- 『なぜ北朝鮮は崩壊しなかったのか　日本の鏡としての北朝鮮』光人社〈光人社NF文庫〉、2011年9月25日。ISBN 978-4-7698-2707-8。
- 『山本美保さん失踪事件の謎を追う　拉致問題の闇』草思社、2012年7月31日。ISBN 978-4-7942-1912-1。
- 『北朝鮮拉致と「特定失踪者」　救出できない日本に「国家の正義」はあるか』展転社、2015年10月。ISBN 978-4-88656-420-7。
- 『靖国の宴　戦って散った男たちのおとぎ話』高木書房、2016年8月。ISBN 978-4-88471-444-4。
- 『北朝鮮の漂着船　海からやってくる新たな脅威』草思社、2018年12月。ISBN 978-4-7942-2369-2。

### 共著・編著・共編著
- 佐藤勝巳、荒木和博・西岡力・玉城宏 共著 著、池田菊敏 編著 編『北朝鮮が戦争を起こす5つの根拠』ベストセラーズ、1998年12月。ISBN 4-584-18378-3。
- 荒木和博 編著『拉致救出運動の2000日　1996年→2002年』草思社、2002年12月25日。ISBN 4-7942-1180-5。
- 荒木和博 著「北朝鮮の本質と拉致の関係について」、亜細亜大学アジア研究所 編『南北朝鮮統一はどうなるか』 1巻、野副伸一 ほか、亜細亜大学アジア研究所〈アジア研究所・アジア研究シリーズ no.50〉、2003年3月。ISSN 1345-5060。 - 平成13・14年度研究プロジェクト「南北朝鮮の統一4」。
- 荒木和博 著「アジア共産化の視点からみた日本と朝鮮半島」、亜細亜大学アジア研究所 編『南北朝鮮統一はどうなるか』 2巻、野副伸一 研究代表、亜細亜大学アジア研究所〈アジア研究所・アジア研究シリーズ no.53〉、2004年3月。ISSN 1345-5060。 - 平成13・14年度研究プロジェクト「南北朝鮮の統一4」。
- 北朝鮮による拉致被害者の救出にとりくむ法律家の会 編『拉致と強制収容所　北朝鮮の人権侵害』朝日新聞社、2004年6月17日。ISBN 4-02-257912-9。
- 荒木和博 著「似ているから摩擦が起きる」、竹下裕子・石川卓 編『多文化と自文化　国際コミュニケーションの時代』森話社〈叢書・〈知〉の森 6〉、2005年9月。ISBN 4-916087-55-0。 - 文献あり。
- 櫻井よしこ 編『私は金正日との闘いを止めない　米中の宥和政策にも負けない』文藝春秋、2008年3月30日。ISBN 978-4-16-370080-9。 - 年表あり。
- 荒木和博、荒谷卓・伊藤祐靖 共著『自衛隊幻想　拉致問題から考える安全保障と憲法改正』産経新聞出版、2016年10月。ISBN 978-4-8191-1292-5。
- 大澤昭一『仏像とともに消えた弟　待って探して五十年』冨高由喜 編集協力、荒木和博 監修、高木書房、2025年8月12日。ISBN 978-4-88471-843-5。

### 翻訳
- 金完燮『親日派のための弁明』荒木和博・荒木信子 共訳、草思社、2002年7月。ISBN 4-7942-1152-X。
- 金完燮『親日派のための弁明』荒木和博・荒木信子 監修・訳、星野知美 訳、扶桑社〈扶桑社文庫〉、2004年11月30日。ISBN 4-594-04833-1。